# Cardamine africana
Cardamine africana är en korsblommig växtart som beskrevs av Carl von Linné. Cardamine africana ingår i släktet bräsmor, och familjen korsblommiga växter.

## Underarter
Arten delas in i följande underarter:
- C. a. africana
- C. a. borbonica